# Head to Toe (EP)
Head to Toe est un maxi du groupe de rock indépendant américain The Breeders, sorti en juillet 1994. Sorti sur le label 4AD au Royaume-Uni et Elektra Records aux États-Unis, il n'est disponible à sa sortie qu'en format vinyle. Il comporte quatre chansons, dont un titre inédit, deux reprises des formations musicales Guided by Voices et Sebadoh, et une version de la chanson « Saints », présente sur leur deuxième album studio Last Splash sorti un an plus tôt.
L'album est produit par Jay Mascis, chanteur-guitariste emblématique du groupe de rock américain Dinosaur Jr..

## Liste des chansons
Toutes les chansons ont été écrites par la chanteuse et guitariste du groupe, Kim Deal, à l'exception des deux reprises, dont le nom de l'auteur apparait entre parenthèses :
1. « Head to Toe » – 2:06
2. « Shocker in Gloomtown » (Robert Pollard) – 1:17
3. « Freed Pig » (Lou Barlow) – 2:35
4. « Saints » - 2:32